# Молодіжна збірна Демократичної Республіки Конго з футболу
Молодіжна збірна Демократичної Республіки Конго з футболу — національна молодіжна футбольна збірна Демократичної Республіки Конго, що складається із гравців віком до 20 років. Вважається основним джерелом кадрів для підсилення складу основної збірної Демократичної Республіки Конго. Керівництво командою здійснює Конголезька федерація футбольних асоціацій.
Команда має право участі у Молодіжному чемпіонаті Африки, у випадку успішного виступу на якому може кваліфікуватися на молодіжний чемпіонат світу до 20 років. Також може брати участь у товариських і регіональних змаганнях.